# Bruno Tognana
Bruno Tognana (Padova, 26 marzo 1907 – Padova, 28 febbraio 1951) è stato un calciatore italiano, di ruolo attaccante. Era il fratello di Antonio Tognana detto Tognana II, e per questo era conosciuto anche come Tognana I.

## Carriera
Gioca con il Padova nelle stagioni 1924-1925 e 1929-1930 per un totale di 11 presenze, disputando anche il primo campionato di Serie A. Gioca due stagioni anche con la maglia del Vicenza dove colleziona 15 presenze e 6 reti.
Nella stagione 1928-1929 milita nel Milan esordendo il 30 settembre 1928 nella partita contro la Triestina (2-1 per i rossoneri).
Disputa a Rovigo in Prima Divisione la stagione 1930-1931.